# 18. Panzer-Division (Wehrmacht)
Die 18. Panzer-Division war ein Großverband des Heeres der deutschen Wehrmacht, der im Zweiten Weltkrieg an der Ostfront eingesetzt wurde.

## Geschichte

### Aufstellung
Die 18. Panzer-Division wurde am 26. Oktober 1940 in Chemnitz im Wehrkreis IV (Dresden) aus Teilen der 4. (IR 52) und 14. Infanterie-Division (IR 101) aufgestellt. Im Dezember 1940 wurden ihr die neu gebildeten Panzerregimenter 18 und 28 mit je zwei Abteilungen unterstellt. Letzteres wurde im März 1941 wieder aufgelöst und aus Teilen eine III. Abteilung für das Panzerregiment 18 gebildet.
Die Gliederung mit den für den Verband durchgeführten Neuaufstellungen war:
- Divisionsstab (Chemnitz) (aus Personalabgabe Panzergruppe 2, Panzer-Brigade 1 und Stab stv. Gen.Kdo. IV. AK)
- Panzer-Brigade 18 (aus Personalabgabe Panzer-Brigade 1 und verschiedener Panzer-Regimenter)
  - Panzer-Regiment 18 (aus Personalabgabe Stab/Panzer-Brigade 1, Tauchpanzer-Abteilung „A“ und „B“)
  - Panzer-Regiment 28 (aus Tauchpanzer-Abteilung „C“ und „D“)
  - Panzer-Abteilung (Flamm) 100
- Schützen-Brigade 18 (Zwickau) (aus Personalabgaben Infanterie-Regimenter der Division)
  - Schützen-Regiment 52 (aus Umgliederung Infanterie-Regiment 52)
  - Schützen-Regiment 101 (aus Umgliederung Infanterie-Regiment 101)
  - Kradschützen-Bataillon 18 (aus motorisiertem I. Bataillon/Infanterie-Regiment 52)
- Pionier-Bataillon (mot.) 98 (aus zwei Heeres-Pionier-Kompanien (mot.) ergänzt durch Neuaufstellungen der Wehrkreise IV und VIII)
- Artillerie-Regiment (mot.) 88 (aus Stab/Art.Rgt. 209 (bespannt), II. Abteilung/Art.Rgt. 14, Heeres-Artillerie-Abteilung 741 und Artillerie-Abteilung (mot.) 630)
- Panzer-Aufklärungs-Abteilung (mot.) 88 (aus Umgliederung Aufklärungs-Abteilung Werder)
- Panzerjäger-Abteilung 88 (aus Lehreinheiten des Panzer-Lehr-Regiment Wünstdorf und Personalabgaben von verschiedenen Panzerjäger-Ersatz-Abteilungen)
- Panzer-Nachrichten-Abteilung (mot.) 88 (aus Nachrichten-Abteilung (tmot.) 209)
- Sonstige Versorgungstruppen mit der Nr. 88

### Verlegung in den Raum Warschau
In der Vorbereitung des Unternehmen Barbarossa, dem deutschen Angriff auf die Sowjetunion am 22. Juni 1941, verlegte die Division schon im Mai in den Bereitstellungsraum bei Warschau.

### Deutsch-Sowjetischer Krieg (1941–1943)
Am 22. Juni bei Angriffsbeginn verfügte der Verband über etwa 200 Panzerkampfwagen und stieß im Rahmen des XXXXVII. (47.) Panzerkorps der Panzergruppe 2 im Mittelabschnitt der nun als Ostfront bezeichneten Kampflinie über die Grenze zur Sowjetunion vor.
Während das Kradschützen-Bataillon 18 hierzu mit Floßsäcken über den Fluss ging, setzte die II. Abteilung/Panzer-Regiment 18 die selten vorhandenen Tauchpanzer ein, um durch den Bug auf der sowjetischen Seite einen Brückenkopf zu bilden.
Im weiteren Vorstoß überquerte der Verband die Beresina und stieß über Borissow Anfang August in den Raum südlich Smolensk vor. Nach Gefechten, besonders mit den überlegenen sowjetischen T-34 Panzern, verfügte sie nach zwei Wochen nur noch über 83 Panzer, am 24. Juli nur vier Wochen nach Beginn des Unternehmens Barbarossa waren noch 12 Panzer vorhanden. Eine Nachschubkolonne wurde durch einen sowjetischen Gegenangriff vernichtet. In den ersten drei Wochen des Krieges fielen von 17174 Soldaten und 401 Offizieren, 2300 Soldaten und 123 Offiziere. Diese Verluste führten zu Kriegsmüdigkeit. Noch während der Blitzkriegphase Mitte Juli 1941 wurde das Kradschützenbataillon für zehn Tage in einen Stellungskrieg gezwungen, der an die Stellungskriege des Ersten Weltkriegs erinnert. Es lag unter Dauerbeschuss sowjetischer Artillerie und war ständigen Angriffen feindlicher Infanterie ausgesetzt. Der Bataillonsarzt schrieb einen eindringlichen Bericht:

„Der vollkommene Erschöpfungszustand ist bei allen Leuten des Bataillons [festzustellen]. Er ist […] vor allen Dingen auf die übergroße seelische und Nervenbelastung [zurückzuführen]. Die Truppe hat […] unter starkem schweren Artilleriefeuer gelegen. Der Feind hat […] angegriffen, ist in die eigenen Stellungen eingebrochen und wurde im Nahkampf und Gegenstoß zurückgeworfen. Während dieser Tage konnten die Leute Tag und Nacht kein Auge zu machen. Verpflegt werden konnte nur während der wenigen Stunden der Dunkelheit. Eine größere Anzahl von Leuten, die sich noch jetzt bei der Truppe befinden, wurden durch Artilleriefeuer verschüttet. Besonders schwerwiegend hat sich auch ausgewirkt, daß den Leuten […] einige Tage Ruhe zugesagt worden waren, stattdessen kamen sie aber in Lagen, die schwieriger waren als die vorangegangenen. Die Leute sind vollkommen teilnahmslos und apathisch, hatten zum Teil Weinkrämpfe und sind durch irgendwelche Worte nicht aufzumuntern. Essen wird nur in verhältnismäßig geringen Mengen eingenommen.“

Die schweren bisherigen Verluste erzwangen die Auffrischung der Division in der Abwehrstellung im Jelnja-Bogen südwestlich von Smolensk. Es wurden auch neue Panzer zugeführt, so erhielt die Division 25 neue Panzerkampfwagen III und 5 neue Panzerkampfwagen IV.

#### Kessel von Kiew
Ende August griff die 18. Panzer-Division mit der Panzergruppe 2 nach Süden an und schloss damit den Kessel von Kiew. Danach, Anfang Oktober begann mit der Kesselschlacht von Briansk der eigentliche Angriff auf Moskau. Zu diesem Zeitpunkt lebten noch inklusive Ersatz 9323 Soldaten und 239 Offiziere. Trotz Ersatzlieferungen verfügte die 18. Panzer-Division Mitte August 1941 über nicht mehr als 50 einsatzfähige Panzer. Die Logistik musste vom motorisierten Transport des Nachschubs auf von Pferden gezogene Panjewagen umgestellt werden. Damit waren die strategischen Vorteile einer Panzereinheit: Schnelligkeit und Beweglichkeit aufgehoben.

#### Unternehmen Taifun
Am 9. November waren noch 14 funktionsfähige Panzer vorhanden, die wegen Treibstoffmangel bis zum 19. November ausfielen.
Im Rahmen des Unternehmen Taifun erreicht die Division Ende November das Dorf Skopin, dies sollte der östlichste Punkt südlich von Moskau bleiben, den ein Verband der Heeresgruppe Mitte im Verlauf des Krieges erreichen sollte.
Die Zahl der übrigen Fahrzeuge waren auf ein Viertel des Ursprungsbestandes geschrumpft. Bedrohliche Versorgungsengpässe bei Nahrung und Kleidung sowie erbärmliche Lebensumstände, Erfrierungen, Krankheiten (Grippe, Hautinfektionen, Darmentzündungen, Typhus und Fleckfieber) und Erschöpfung minderten die Einsatzfähigkeit zusätzlich: „Der körperliche und seelische Zustand der Truppe und einzelner Führer“ notierte die Einsatzleitung der Division am 22. Dezember 1941 „zwingt zu sehr eingehender Befehlsgebung und peinlicher Überprüfung aller Befehle, damit Pannen vermieden werden.“ Zum Zeitpunkt der sowjetischen Gegenoffensive waren noch 1963 Soldaten und 43 Offiziere kampffähig.
Nachdem die 18. Panzer-Division bis zum 12. Dezember 1941 den oberen Don südöstlich von Tula erreicht hatte, zog sie sich auf die Winterstellung zurück. Ab 26. Dezember 1941 setzte in ihrem Bereich die sowjetische Gegenoffensive ein, der sie sich bis April 1942 entgegenstellte. Die 18. Panzer-Division brannte alle Dörfer nieder, die sie nicht mehr halten konnte, tötete oder verbrauchte den gesamten Viehbestand, verhaftete die männliche Bevölkerung und trieb Frauen und Kinder in den Schnee.

#### Auffrischung
Als die Division im Januar und Februar 1942 im Raum nördlich von Schisdra stand wurde ein Gegenangriff zur Befreiung von deutschen Kräften die im Raum Ssuchinitschi eingeschlossen worden waren erforderlich. Hierzu wurde die Gruppe Nehring gebildet, der es gelang die in der Masse betroffene 216. Infanterie-Division zu entsetzen.
Im Februar 1942 notierte der Kommandeur: „Eine Kompanie mußte wegen gehäuften Auftreten von Fleckfieber aus der Front herausgezogen und abgesondert werden […] Die Kürzungen der Portionssätze ist bei dem Zustand der Truppe für längere Zeit nicht tragbar. Eine völlige Entspannung für Auffrischung, Gesundheitszustand und Stimmung ist wünschenswert.“ in den ersten drei Monaten von 1942 meldete sich ein Drittel der Division, rund 5000 Soldaten krank. Der Kommandeur forderte seine Offiziere auf „mit allem Nachdruck der zweifellos vorhandenen Müdigkeit und Gleichgültigkeit unserer Leute entgegenzuwirken.“
In den ersten drei Monaten von 1942 verlor die 18. Panzer-Division 6667 Soldaten und 120 Offiziere, oft auf Grund von Krankheiten und Erfrierungen.
Im Frühjahr und Sommer 1942 klagte die 18. Panzer-Division permanent über quantitativ und qualitativ unzureichenden Ersatz, einen Mangel an fronterfahrenen Offizieren und Unterführern. In dieser Zeit war sie im Bereich der 2. Panzerarmee im XXXXVII. (47.) Panzerkorps eingesetzt.

#### Verlustreiche Abwehr
Anfang Juli 1942 wurden diese Reste bei einem sowjetischen Angriff nahezu vernichtet, in dessen ersten drei Tagen allein wurden 1364 Soldaten und 43 Offiziere als tot gemeldet. Eine zweite vernichtende Niederlage folgte im Winter 1942/43 bei Orel, im März betrug die Gesamtstärke der Division nur noch 2834 Mann.
In der Lagebeurteilung heißt es: „In den letzten Wochen haben von 16 Kommandeuren 8 (darunter alle Panzer-Grenadier-Bataillons-Kommandeure) gewechselt, außerdem ist die Stelle des Divisions-Kommandanten und des Ia neu besetzt […] Keiner der Kommandeure hat in seiner jetzigen Stellung Kampf- und Führungserfahrung im Angriff, nur in der Abwehr […] Das vorhandene Offizier-Korps für Angriff und Abwehr zahlenmäßig ungenügend […] Fehlstellen 28 %.“

#### Auffrischung vor dem Angriff
Bereits im April und Juni 1943 wurden die Division vollständig aufgefüllt. Im Raum Gratschwka nördlich von Orel positioniert wurden 45 Panzer für die II. Abteilung/PzRgt 18 zugeführt. Für die Umgliederung des Krad.Schtz.Btl. 8 und der AA mot. 88 zur Pz.AA 18 wurde die Ausrüstung für 2 SPW Kompanien geliefert. Auch die Artillerie war nahezu vollständig.

#### Unternehmen Zitadelle
Ab dem 5. Juli 1943 ging die 18. Panzer-Division in die Schlacht bei Kursk im Frontabschnitt der 292. Infanterie-Division als Teil des XXXXI. (41.) Panzer-Korps der 9. Armee zum Angriff über, zuvor wurde der Verband durch 89 Offiziere, 130 Unteroffiziere und Soldaten verstärkt. Sie war zu dieser Zeit eine der personell stärksten deutschen Divisionen an der Ostfront. Erreicht wurde diese Stärke aber durch den Einsatz von älteren Soldaten aus dem Tross, über die es später hieß, sie seien für den Fronteinsatz völlig ungeeignet.
Die Division bildete mit etwa 50 verfügbaren Panzern die erste Welle. Am 7. Juli begann der Vorstoß auf den Abschnitt Polewoje-Ssnowa. Danach war die Angriffskraft erschöpft. Am 11. Juli 1943, wenige Tage nach Beginn des Unternehmens Zitadelle, war die Division 5266 Soldaten und 157 Offiziere stark, 12 Tage später waren es nur noch 890 Soldaten und 30 Offiziere. Die Division ging im Raum um Beresowy Log-Ponyri bis zum 13. Juli zur Abwehr über.

### Verbraucht
Nachdem nahezu kein einsatzfähiger Verband mehr bestanden hatte, wurden die Reste der Division aus der Front gezogen. Als Divisionskampfgruppe 18. Pz.Div. nach Norden in den Oreler Bogen verlegt, erfolgten noch Abwehrkämpfe und Gegenangriffe zwischen Jagodnaja und Karatschew, Ende August Kämpfe nordostwärts von Smolensk zwischen dem 28. und 31. August. Der letzte Kampfeinsatz war die Verstärkung der Abwehr der 246. Infanterie-Division bei Smolensk bis zum 9. September.

### Auflösung
Nachdem der Verband in die Reserve der Heeresgruppe Mitte überführt worden war, erfolgte im September 1943 die formelle Auflösung.

### Verwendung der Reste der Division
Aus den Resten der Division wurde im Oktober 1943 die 18. Artillerie-Division gebildet, deren Offiziere weitgehend zum Kreis des Hitler-Attentäters Claus Schenk Graf von Stauffenberg gehörten.
1943 wurde sie aufgrund des Fehlens von Panzern als 18. Artillerie-Division neu aufgestellt und war beim Unternehmen Walküre vom militärischen Widerstand gegen Hitler zur Besetzung des Führerhauptquartiers Wolfsschanze vorgesehen. Für den Staatsstreich kam der Verband aber nicht zum Einsatz.

## Kommandeure
- Generalleutnant Walther Nehring ab 26. Oktober 1940, 1941 erhielt er hierfür das Ritterkreuz des Eisernen Kreuzes[16]
- Generalmajor Karl Freiherr von Thüngen ab 26. Januar 1942
- Generalmajor Albert Praun ab Juli 1942
- Generalmajor Karl Freiherr von Thüngen ab 24. August 1942
- Generalmajor Erwin Menny ab 15. September 1942
- Generalleutnant Karl Freiherr von Thüngen ab Februar 1943
- Generalmajor Karl-Wilhelm von Schlieben ab 1. April 1943

nach Mitcham

## Gliederung

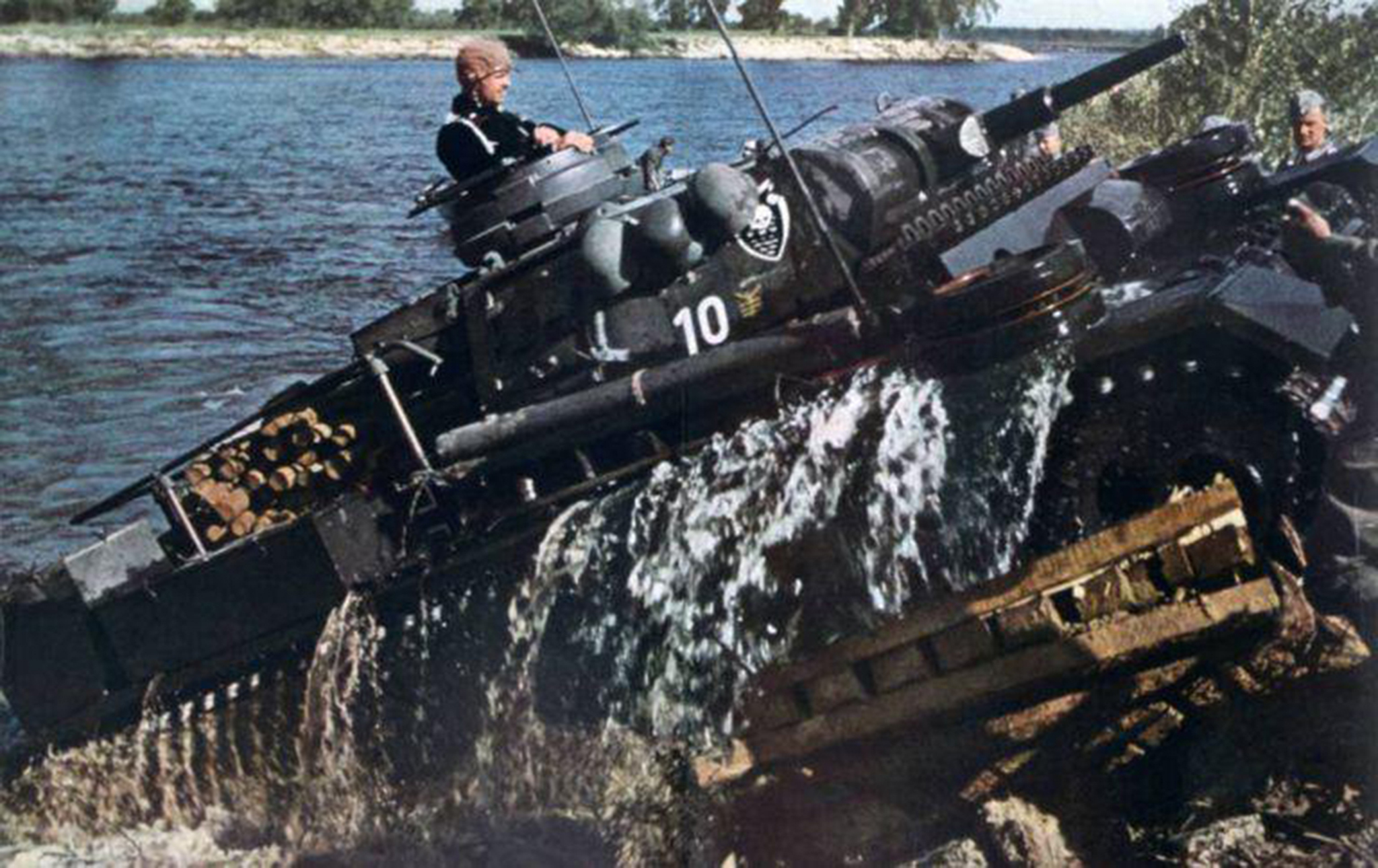
Ein Panzer III der 18. PzDiv 1941.

| 1941                                                                 | 1943                                                           |
| -------------------------------------------------------------------- | -------------------------------------------------------------- |
| - Panzer-Regiment 18 - Panzer-Regiment 28                            | - Panzer-Abteilung 18                                          |
| - Schützen-Brigade 18 - Schützen-Regiment 52 - Schützen-Regiment 101 | - Panzer-Grenadier-Regiment 52 - Panzer-Grenadier-Regiment 101 |
| - Kradschützen-Bataillon 18                                          |                                                                |
| - Aufklärungs-Abteilung 88                                           | - Panzer-Aufklärungsabteilung 18                               |
| - Artillerie-Regiment 88                                             | - Panzer-Artillerie-Regiment 88                                |
| * Panzerjäger-Abteilung 88                                           |                                                                |
|                                                                      | - Heeres-Flak-Abteilung 292                                    |
| - Panzer-Pionier-Bataillon 98                                        |                                                                |
| - Nachrichten-Abteilung 88                                           | - Panzer-Nachrichten-Abteilung 88                              |
| - Versorgungstruppen 88                                              | - Panzer-Versorgungstruppen 88                                 |

## Panzer-Regiment 18
Das aus der Panzer-Brigade 18, die für das geplante Unternehmen Seelöwe mit Tauchpanzern ausgestattet worden war, hervorgegangene Panzer-Regiment 18, stellte im Hinblick auf seine Ausrüstung eine Ausnahme dar. Die deutsche Rüstung hatte als Reaktion auf die Forderung der Panzertruppe Fahrzeug zu schaffen, welche geschützt vor eindringendem Wasser in der Lage waren, amphibische Landungen zu ermöglichen, eine Anzahl speziell ausgerüsteter Fahrzeuge geschaffen.
Zwischen Juli und Oktober 1940 wurden 168 Panzerkampfwagen III Ausf. F, G und Panzerbefehlswagen Ausf. H mit entsprechendem Zubehör für die Unterwasserfahrt umgerüstet. Wenn man bedenkt, dass von 231 Panzerkampfwagen IV der Ausführung D immerhin 48 Fahrzeuge derart umgebaut wurden, während zuvor nur 201 Panzerkampfwagen IV der vorherigen Ausführungen gebaut worden waren, kann man ermessen, dass diesem Projekt viel Bedeutung zugemessen wurde.
Diese spezielle Ausrüstung wurde in den folgenden Monaten des Unternehmen Barbarossa schnell aufgebraucht. Ersatz erhielt der Verband mit regulären Panzerkampfwagen. Die Verluste stellten auch einen Verlust des speziellen Ausbildungsstand der Mannschaften bei Kriegsbeginn dar und die Qualifizierung der als Ersatz zur Truppe geschickten Mannschaften war, wie oben dargestellt, sicher nicht vergleichbar.

## Kriegsverbrechen

### Behandlung und Ermordung von Sowjetbürgern
Der Bereitschaft der Kommandeure, eigene Soldaten aus Gründen der Disziplin zu töten, stand die Praxis gegenüber, deutsche Übergriffe gegen die durch das Kriegsvölkerrecht geschützte Zivilbevölkerung und Kriegsgefangene zu ignorieren oder das Kriegsvölkerrecht zu beugen und zu brechen. Dies forderte zahlreiche Todesopfer. Der Militärhistoriker Omer Bartov merkt an, dass die überharte Disziplin auf der einen und die Duldung bei Verbrechen gegen die Zivilbevölkerung als Ventil auf der anderen Seite eine entscheidende Bedingung der Verbrechen des Vernichtungskrieges war.

### „Partisanenbekämpfung“ und Umgang mit Kriegsgefangenen
Im Anschluss an die Weisung Nr. 21 erließ die 18. Panzer-Division eigene Richtlinien, die anordneten jeden nicht eindeutig als Soldaten kenntlichen feindlichen Soldaten ebenso jeden Zivilisten der im Verdacht der Unterstützung von Partisanen stand, zu erschießen. Flüchtende Sowjetbürger oder gefangengenommene Soldaten wurden darüber hinaus systematisch an die Geheime Feldpolizei übergeben, die diese auch ermordete oder als „Spione“ unmittelbar erschossen. Die 18. Panzer-Division untersagte aus vorgeblicher Angst vor Läusen den Transport von Kriegsgefangenen mit LKWs. Die unterernährten Gefangenen mussten daher große Strecken zu Fuß laufen. Die Rationen der zur Zwangsarbeit eingesetzten Kriegsgefangenen betrugen offiziell die Hälfte der Rationen für deutsche Soldaten, sie war laut einem Befehl „mit primitivsten Mitteln“ zu erreichen.
Die bekannt schlechte Behandlung von Kriegsgefangenen hatte auch negative militärische Auswirkungen. Im Februar 1942 beklagt die 18. Panzer-Division die geringe Bereitschaft sowjetischer Soldaten überzulaufen oder sich gefangen nehmen zu lassen, da die Angst vor Gefangenschaft „größer ist als die Angst, im Kampf zu fallen.“ In der 18. Panzer-Division wurde davor gewarnt, dass „die russische Frau im Interesse der Kriegsführung jederzeit bereit ist, ihre körperlichen Vorzüge und das Vertrauen unserer Soldaten für Spionagezwecke rückhaltlos auszunützen.“ Es bestünde die Gefahr durch solche Partisaninnen nicht nur ausspioniert, sondern auch verstümmelt zu werden. Sowjetischen Frauen, die in Begleitung von deutschen Soldaten angetroffen würden, sollten aus Sicherheitsgründen der Polizei übergeben, ihre Partner der Kollaboration mit einem feindlichen Nachrichtendienst angeklagt werden. 1942 erschoss die 18. Panzer-Division pauschal alle Verdächtigen, die sie in der „Wüstenzone“ hinter ihrer Frontlinie fand.

### Unternehmen Zigeunerbaron
Im Mai 1943 nahm die 18. Panzer-Division an der „Säuberungsaktion“ Unternehmen Zigeunerbaron teil, bei der sie in den Wäldern um Brjansk alle männlichen Zivilisten zwischen 15 und 65 verhaftete, die verbliebene Bevölkerung vertrieb, die Dörfer niederbrannte und Eigentum beschlagnahmte. Gefangene Offiziere und „Kommissare“ sollten dem SD übergeben werden. Einfache Soldaten, Mitglieder der KPdSU und Juden sollten durch Einsatz bei der Räumung von Landminen ermordet werden. Zusammen mit anderen Einheiten wurden 1584 „Partisanen“ getötet 1568 „Gefangene“ gemacht und 15812 Dorfbewohner vertrieben. Eigene Verluste gab es dabei nicht. Das Nehmen von Geisel und die Drohung diese zu erschießen war schon im Vorjahr erprobt worden.

### Private und kollektive Plünderungen, Hunger der Zivilbevölkerung
Schon bei Beginn des Überfalls auf die Sowjetunion 1941 wurde den Einheiten der 18. Panzer-Division der Befehl erteilt sich selbst durch die „volle Ausnutzung des Landes“ zu versorgen, hierzu wurde spezielle „Beute-Erfassungstrupps“ aufgestellt. Zur Versorgung sollte lediglich Mehl aus dem Reich genutzt werden. Ende Juli 1941 deutete sich der Verlust der Ernte mit der Folge einer Hungersnot unter der sowjetischen Zivilbevölkerung an, wie Lageberichte der Division belegen. Die 18. Panzer-Division ernannte einen „Landwirtschaftsoffizier“, der den Wiederaufbau der Kolchosen überwachen sollte, so versorgte sie sich aber weiter rücksichtslos auch aus deren Beständen. Im August und September wurden 25 t Fleisch, im November 40 t Fleisch beschlagnahmt.
1941 führte das permanente Requirieren von Vieh – obwohl hierzu keine Notwendigkeit bestand – zu einer erheblichen Verbitterung der sowjetischen Bevölkerung. Die Führung der 18. Panzer-Division bemerkte, dass das sinnlose Abschlachten von Vieh überhand nehme, oftmals nähmen die Soldaten der Zivilbevölkerung die letzten verbliebenen Lebensmittel und das letzte Stück Vieh weg. Niemand wurde für diese Form der nicht genehmigten Plünderung belangt, obwohl der Divisionskommandeur davor warnte, dass dieses Verhalten die Bevölkerung zurück zu den „Bolschewisten“ treibe. Soldaten der 18. Panzer-Division begannen im Winter 1941/42 damit offen bewaffnete Raubüberfälle, bei denen sie Widerstand mit Waffengewalt brachen, auszuführen. Belangt wurden sie hierfür nicht, dieses Verhalten behielten sie auch im Folgewinter bei.

## Nürnberger Prozesse – Verbrecherische Befehle

### Im Umgang mit Gefangenen
Bei den Nürnberger Prozessen wurde zum Thema verbrecherische Befehle am 13. Februar 1946 auch die Behandlung gefangener oder verletzter Sowjetsoldaten durch die 18. Panzer-Division erörtert. Eine Protestschrift unterschrieben von insgesamt 60 persönlich nicht anwesenden deutschen Kriegsgefangenen, die im Januar 1942 von der Sowjetunion an das internationale Rote Kreuz gerichtet worden war, wurde vom sowjetischen Hauptankläger verlesen und enthielt folgende Aussagen:

„Ich kenne den Befehl des Generalleutnants Model von der 3. Panzer-Division, in dem gesagt wird, daß keine Gefangenen gemacht werden sollen. Generalmajor Nehring von der 18. Panzer-Division gab den gleichen Befehl. In der Instruktionsstunde am 20. Juni, zwei Tage vor dem Überfall gegen die Sowjetunion, wurde uns erklärt, daß den verwundeten Rotarmisten im künftigen Feldzug keine Verbände zu machen sind, da die deutsche Armee keine Zeit habe, sich mit Kriegsgefangenen Mühe zu machen.“

Eine weitere Stelle aus derselben Protestschrift lautete:

„Am 21. Juni, ein Tag vor Kriegsausbruch gegen Rußland, haben wir von unseren Offizieren folgenden Befehl erhalten: Die Kommissare der Roten Armee sind an Ort und Stelle zu erschießen, denn man hat mit ihnen nicht viel Umstände zu machen. Auch mit den verwundeten russischen Kriegsgefangenen braucht man sich nicht abzugeben, man soll mit ihnen an Ort und Stelle ein Ende machen.“

### Tötung eigener Soldaten zur Disziplinierung
Die Kriegsführung der 18. Panzer-Division wurde von einem Kampf gegen „Disziplinlosigkeit“ begleitet. Zu Beginn des Unternehmens Barbarossa führten Gerüchte über sich nähernde sowjetische Panzerverbände zu Panik und Umkehr einzelner Truppenteile. Der Kommandeur, zu Anfang war dieses Walther Nehring, versuchte mit scharfen Anweisungen an seine Offiziere dies zu verhindern.
Am Mitte August wurden drei Soldaten vor ein deutsches Kriegsgericht gestellt, einer zum Tode verurteilt, zwei zu langjährigen Freiheitsstrafen. Freiheitsstrafen für Soldaten, die unter anderem beim Wachdienst eingeschlafen waren, zeigte im November 1941 nach Meinung des Kommandeurs keinen ausreichenden Abschreckungseffekt, um die Disziplin aufrechtzuerhalten. Er kündigte deshalb in einem Tagesbefehl die Verhängung der Todesstrafe zur Disziplinierung an. In einem weiteren Tagesbefehl gab der Kommandeur ein Todesurteil vom 21. Dezember 1941 gegen einen Soldaten, der unbewaffnet und stark alkoholisiert seiner Truppe verspätet gefolgt war, bekannt. Er nutzte das Urteil um darauf hinzuweisen, dass „jeder Fall von Feigheit […] unnachsichtig mit dem Tod gesühnt“ werde. Im März 1942 wurden ein Soldat wegen Befehlsverweigerung, ein weiterer, da er im Gefecht seine Geschützgruppe verlassen hatte, zum Tode verurteilt. Im Sommer 1943 befahl der Kommandeur seinen Offizieren eigene Soldaten zu erschießen, wenn diese gegen die Disziplin im Gefecht verstießen und Panik zeigten.

## Rezeption
Ein Buch und ein Heft liegen in deutscher Sprache über die 18. Panzer-Division mit ihr im Titel vor. Das eine ist Der Landser (Heft 2104): Marschrichtung Beresina: 1941 – Die 18. Panzer-Division in der Anfangsphase des Rußlandfeldzuges, das zweite das in mehreren Auflagen seit 1975 zunächst im Selbstverlag erschienene Buch von Wolfgang Paul: Geschichte der 18. Panzer-Division: 1940–1943. Mit Geschichte der 18. Artillerie-Division 1943 – 44. Anhang Heeresartillerie-Brigade 88 1944–1945. Paul war unter Nehring Zug- und Kompanieführer von Panzergrenadieren in der 18. Panzer-Division. Er veröffentlichte 1986 noch ein Buch über Panzer-General Walther K. Nehring, das im Motorbuchverlag erschien.